# 山口県道167号高水停車場線
山口県道167号高水停車場線（やまぐちけんどう167ごう たかみずていしゃじょうせん）は、山口県周南市を通る一般県道である。

## 概要
JR西日本岩徳線 高水駅から周南市高水原2丁目に至る。

### 路線データ
- 起点：周南市大字原（JR西日本岩徳線 高水駅前、山口県道142号久杉高水停車場線終点）
- 終点：周南市高水原2丁目（山口県道8号徳山光線交点）

## 歴史
- 1958年（昭和33年）10月1日 - 山口県告示第644号の2により認定される。
- 1972年（昭和47年） - 山口県の県道番号再編により現行の路線番号に変更される。
- 2003年（平成15年）4月21日 - 新南陽市・徳山市・熊毛郡熊毛町、都濃郡鹿野町が対等合併して周南市が発足したことに伴い起終点の地名表記が変更される（熊毛郡熊毛町原→周南市原）。

## 路線状況

### 重複区間
- 山口県道142号久杉高水停車場線（周南市大字原）

## 地理

### 通過する自治体
- 山口県
  - 周南市

### 交差する道路
| 交差する道路                               | 交差する場所 | 交差する場所 |
| ------------------------------------------ | ------------ | ------------ |
| 山口県道142号久杉高水停車場線 重複区間起点 | 大字原       | 起点         |
| 山口県道142号久杉高水停車場線 重複区間終点 | 大字原       |              |
| 山口県道8号徳山光線                        | 高水原2丁目  | 終点         |

### 沿線
- JR西日本岩徳線 高水駅